# Myrmarachne formosana
Myrmarachne formosana är en spindelart som först beskrevs av Saito 1933.  Myrmarachne formosana ingår i släktet Myrmarachne och familjen hoppspindlar. Inga underarter finns listade i Catalogue of Life.